# 緊張音
緊張音（きんちょうおん、英: tense）は、調音器官の筋肉のより強い緊張によってもたらされる音をいう。これに対して緊張のより弱い音を弛緩音（しかんおん、英: lax）と呼ぶ。
緊張音と弛緩音は、1950年代にロマーン・ヤーコブソンらによって子音の硬音・軟音の区別と母音のはり・ゆるみの区別を統合する弁別的素性として導入された。しかし、この弁別的素性が音声学的に有効であるかどうかには議論がある。
なお、喉頭の緊張によってもたらされる音についてはきしみ声・息もれ声を参照。

## 子音の硬音・軟音
子音のうち、調音器官の緊張の強いものを硬音(fortis)、弱いものを軟音(lenis)と称する。たとえば多くの言語では無声破裂音は硬音、有声破裂音は軟音である。

## 母音のはり・ゆるみ
英語やドイツ語などの言語では、狭母音により狭く端よりの/i u/と、より広く中舌よりの/ɪ ʊ/を区別するが、前者を「はり母音」、後者を「ゆるみ母音」と呼ぶことがある。
弁別的素性としての緊張音の考えでは、緊張音ではより長い持続時間・大きな音のエネルギーで特徴づけられ、母音ではフォルマントの中性位置からのずれがより大きくなると考える。
しかし、はり母音・ゆるみ母音という考え方についてはキャットフォードやラディフォギッドらの批判がある。音声学では通常「はり・ゆるみ」という用語を使用せず、母音を高さと前後によって記述する。